# Ослобођење Цариграда (1261)
Ослобођење Цариграда од латинске власти извршио је византијски цар Михајло VIII Палеолог на дан Успења пресвете Богородице, 15. августа 1261. године.

## Увод
Крсташким освајањем Цариграда, у априлу 1204. године, срушена је Византија, држава која је сматрала да јој припада неприкосновено право на универзалну власт над читавом хришћанском васељеном. Како у тренутку горког надахнућа бележи савремени историчар Никита Хонијат, тада су сенке латинских копаља пале и преко запада и преко истока државе Ромеја (Византинаца). На рушевинама Византије настало је неколико латинских и неколико грчких држава.
У деценијама које су следиле две грчке државе, Никејско царство у Малој Азији и Епирска деспотовина у европским областима, повеле су борбу за обнову Византије. Победу је однело Никејско царство чији се цар Михаило VIII Палеолог (1259–1282) прославио као ослободилац Цариграда и обновитељ Византијског царства. Његови одреди најпре су у пролеће 1260. године покушали да Латинима преотму мегалополис на Босфору, али у томе нису успели. Међутим, већ тада је било јасно да је пад Цариграда само питање времена. И као што се то у историји понекад догађа, град Константина Великог ослобођен је када то нико није очекивао и готово игром случаја.

## Михајло VIII Палеолог
Михаило Палеолог, потоњи цар, рођен је 1224. или 1225. године, у време када су Латини владали Цариградом. Кад је био дете, његова старија сестра Марта, која му је била готово као мајка, успављивала га је песмом „Здраво, царе, кроз Златна врата ући ћеш у Константинопољ!” Неколико деценија касније то се заиста и десило.
Наравно, мисао о ослобађању Цариграда никада није напуштала Византинце. Они су најпре могли само да маштају о повратку у некадашњу престоницу, у „царицу градова”, како су је од милоште називали византијски људи од пера. Савремени писац Георгије Пахимер, рођен у малоазијском граду Никеји 1242. године, такође у време када су дошљаци из западне Европе владали градом, у свом историјском спису, у коме је описао догађаје од 1255. до 1307. године, забележио је занимљиво пророчанство. Оно је сабијено у помало загонетну формулацију „Алексије, Алексопул и са њим Кутрицакис”. Пахимер пише да је о том старом пророчанству слушао од свог оца који је разговарао с једним пријатељем, много пре него што се оно обистинило.
Њих двојица, наставља Пахимер, као некадашњи житељи Цариграда, не без носталгије, сећали су се прохујалих времена и својих домова у граду на Босфору и у вечерњим часовима с чежњом су маштали и расправљали о могућности да Ромеји (Византинци) поново овладају византијском престоницом. Тада је таква могућност изгледала као далек и тешко остварив сан. Али, њих је грејала нада да ће се то једног дана ипак догодити. И не само да су говорили да ће се то десити него су, тобоже, чак и видели када ће то бити.
У таквим приликама млади Георгије Пахимер држао је воштану свећу, осветљавао им и слушао њихово сетно и дирљиво приповедање. Повратак Цариграда у руке Византинаца, сматрали су они, збиће се у време неког цара Алексија и још неких о којима казује пророчанство. У ствари, тако се и десило, а лица поменута у предсказању били су цезар Алексије Стратигопул, војсковођа који је заузео Цариград, његов рођак Алексије, који је умногоме допринео успеху, и извесни Кутрицакис, који је пре свих саветовао да се крене у запоседање града на размеђу континената Европе и Азије.

## Припреме за напад на Цариград
Оно чега су се Латини с разлогом прибојавали, а о чему су Ромеји у потаји маштали — десило се. Михаило VIII Палеолог послао је одред војника из малоазијских у европске провинције у међувремену увећалог Никејског царства. Намера му је била да помогне брату Јовану, тада већ прослављеном војсковођи, који је ратовао против разних непријатеља. На челу послатог одреда, који једва да је бројао хиљаду војника, налазио се угледни војсковођа Алексије Стратигопул. Он је носио високу титулу цезара, а Михаило VIII му је наложио да крене путем према Цариграду.
Стратигопул је требало да прође поред престонице и код сељака из околине Константинопоља, слободњака, који су свакодневно доносили пољопривредне производе на цариградске пијаце, дозна шта се све догађа у граду. Уз то, био је упозорен да се не упушта у било какав напад на град јер је располагао с мало војника. Међутим, догађаји су узели сасвим неочекивани обрт и приморали су Алексија Стратигопула да хитро дела и пренебрегне цареву заповест.
Добро обавештени сељани саопштили су никејском војсковођи да су Венецијанци и витезови латинског цара Балдуина II Куртенеа (1228–1261) отпловили у воде Црног мора како би освојили тамошње мало острво Дафнусију. То је значило да су град браниле мале снаге, а та чињеница је Никејцима отворила добре могућности. И сами сељаци, који су одлично познавали стање у Цариграду, предложили су цезару Алексију Стратигопулу да нападне град. При том је тренутак изненађења био од прворазредне важности и уливао је оправдана надања да ће град бити релативно лако освојен.
Договорено је да се напад изведе под окриљем ноћи 25. јула 1261. године. Тачка на коју је најпре требало ударити била је једна од цариградских капија. План је предвиђао да се педесетак одважних ратника, које је предводио Кутрицакис (иначе један од цариградских Грка) — управо у складу с поменутим давнашњим пророчанством — нечујно попне уз бедеме и, користећи се помрчином, изненади и бешумно са зидина уклони латинске стражаре. То им је пошло за руком, па су онда отворили врата војницима Алексија Стратигопула.
На другој страни, никејски војсковођа био је у близини, у потпуној приправности ишчекујући развој догађаја. Утаначен је и одређени знак, нека врста лозинке: један приградски свештеник, и сам учесник овог подухвата, био је дужан да с градских зидина запева славословље византијском цару.

## Освајање Цариграда
План је очито био добро промишљен и све се догађало како је било предвиђено. Кутрицакис и његови људи савладали су без много милости и устезања све чланове латинске посаде која је била прилично поспана и уљуљкана да заправо ништа не може да се догоди. Потом су нападачи уклонили камење којим је градска капија била затрпана изнутра, а у наставку су разбијени и засуни. Како је било договорено, тада је свештеник почео појање упућено византијском василевсу.
Занимљиво је напоменути да је духовника најпре опхрвала трема, те му је глас лагано подрхтавао. Треба га и разумети јер је, по свој прилици, то био један од најважнијих тренутака у његовом животу.
Свештениково певање прихватили су и остали, а кроз широм отворену капију у уснули велеград ушли су коњаници Алексија Стратигопула. У раним јутарњим часовима поједини страни плаћеници у никејском одреду почели су пљачку, али је војсковођа ипак успео да све држи под надзором. Јавила се чак замисао да се град запали, а постојао је и страх од латинског противнапада. При помисли каква ће одмазда уследити уколико запоседање Цариграда не буде успело, сами Грци јуначно су наставили да продиру према средишту престонице. Њихова одлучност додатно је осоколила никејске војнике, па су заједничким снагама потиснули Латине. Међу браниоцима дошло је до панике и расула, што је нападачима олакшало даље продирање, па је постало сасвим извесно да град не може да одоли.
Малодушност није поштедела ни латинског цара Балдвина II Куртенеа који се у наступу страха одлучио на нечастан потез. У нервозној журби одбацио је знаке царске власти, круну и мач, и похитао у цариградску луку да се укрца на један венецијански брод. Морнари на броду су не часећи напустили воде Босфора и отпловили на острво Еубеју које је било под млетачком влашћу и које су Венецијанци називали Негропонт.
Пример Балдвина II следили су и остали Латини, па и они који су се управо враћали из похода против црноморског острва Дафнусије. Са свог бродовља могли су јасно да виде како пламени језици гутају венецијанску четврт у Цариграду. На градским бедемима већ су били распоређени грчки војници и једина преостала могућност била је да се кљунови бродова усмере према Мраморном мору и да се исплови. После 57 година (1204–1261) Цариград је поново био у византијским рукама и Византијско царство било је обновљено.
Радост Ромеја када су у лето 1261. године поново овладали Цариградом била је велика. Сведок тих догађаја Георгије Акрополит, историчар Никејског царства, забележио је да није било човека који није скакао од радости и ликовао, готово не верујући да се то збиља десило; радило се о неочекиваном догађају који је све испунио задовољством. Занимљив податак срећемо у историји Нићифора Григоре, историчара 14. столећа, који наглашава да Латини нису много бринули о Цариграду док су га безмало шест деценија држали у власти будући да су веровали тајном божијем гласу који им је прорицао да у граду Константина Великог неће заувек остати.

## Свечани улазак цара у Цариград
За то време цар Михаило VIII Палеолог налазио се у малоазијским областима, а за протеривање Латина из Цариграда сазнао је тек после неколико дана. Један гласник донео је радосну вест, а пошто није могао одмах да је непосредно пренесе цару, саопштио ју је царевој сестри Ирини Палеологини, која се касније замонашила и добила име Евлогија. Она је мимо обичаја поранила и изјутра рано дошла у царски дворац. Међутим, оправдано је сматрала да не би било добро да нагло пробуди брата и саопшти му једну такву новост која би могла да буде налик снажном удару.
Због тога је одлучила да га најпре постепено и лагано разбуди. Уследила је необична сцена, Ирина је најпре благо ухватила Михаила VIII за ножни палац и почела да га буди. Кад је отворио очи и видео сестру поред свог кревета, цар ју је пометено питао о чему се ради. Она се само осмехивала, чекајући тренутак да се брат сасвим разбуди и буде спреман да прихвати велику вест. Онда је почела да понавља речи: „Царе, заузео си Константинопољ! Христос га је теби даровао!” Василевс најпре није разумео о чему се ради, а онда није могао да поверује у оно што му је сестра Ирина понављала.
Михаило VIII Палеолог био је подозрив и оклевао је, поготово када је сазнао да гласник није донео никакво писмо од цезара Алексија Стратигопула. Премда је војникова прича звучала искрено и била веома уверљива, василевс је остао у ставу опрезног ишчекивања.
Ипак, када је у току истог дана стигао и други гласник који је донео круну и мач латинског цара Балдвина II Куртенеа, а и писмо Алексија Стратигопула, све сумње биле су распршене. Без много оклевања Михаило VIII одмах је богато наградио првог гласника, а велика признања и части чекали су и војсковођу Алексија Стратигопула. Тог дана цар се свечано оденуо, на двор је позвао велможе, који су такође били обучени у најскупоценију одећу, и одржао им пригодан говор у коме је подсетио на славну прошлост Византије и њену некадашњу величину.
Онда су уследиле пажљиве припреме за царев свечани улазак у Цариград. Уз њега су били супруга Теодора и двогодишњи син Андроник, потоњи цар Андроник II Палеолог (1282–1328). Улазак Михаила VIII у ослобођени Константинопољ уприличен је на празник Успења пресвете Богородице — 15. августа 1261. године. Био је то величанствен призор. Цар је око поднева кроз Златну капију ушао у град, док су му житељи престонице и свештеници изашли у сусрет носећи чувену икону Богородице Одигитрије (Путеводитељице). За ову икону веровало се да је дело јеванђелисте Луке. Реч је о заштитници Цариграда која је столећима спасавала престоницу од напада разних народа.
Код Златне капије, у одсуству патријарха, митрополит малоазијског града Кизика је с висине цариградских бедема прочитао тринаест молитава које је саставио Георгије Акрополит. Након сваке молитве Михаило VIII Палеолог и чланови његове свите падали су ничице и више пута понављали „Господе, помилуј!”
У сачуваним изворима остало је забележено да је дан био сунчан и веома топао. Михаило VIII корачао је достојанствено и лагано, „више као хришћанин него као цар”, а за њим и његова пратња. Најпре је ушао у знаменити манастир Студион, а онда је, уз одушевљено клицање присутног народа, наставио пут ка Светој Софији, најзначајнијој престоничкој цркви. Био је то један од најлепших дана у хиљадугодишњој историји хришћанског Цариграда. Византијско царство је васкрсло и започело нови живот.